# Altıntepe
Altıntepe est le site d'un complexe urartéen établi sur une proéminence naturelle et escarpée surplombant l'Euphrate, à 15 kilomètres au nord de la ville moderne d'Erzincan, en Turquie orientale. Les lieux auraient été occupés du IXe au VIIe siècle av. J.-C.
Des fouilles y furent menées de 1959 à 1969 par des archéologues turcs, qui y ont mis au jour un temple entouré d'une cour à colonnade, un palais, des entrepôts, et une nécropole. De nouvelles fouilles y ont lieu depuis 2003.
Ces fouilles ont également livré de nombreux objets, en or, argent, ivoire et bronze, dont le « chaudron d'Altıntepe », un récipient en bronze de 51 centimètres de haut, orné de quatre têtes de taureau faisant office de poignées, et accompagné d'un tripode de 66 centimètres. Il daterait de la fin VIIIe - début VIIe siècle av. J.-C.. La plupart de ces objets sont conservés au Musée des civilisations anatoliennes, à Ankara.